# Porococcus pergandei
Porococcus pergandei är en insektsart som beskrevs av Cockerell 1898. Porococcus pergandei ingår i släktet Porococcus och familjen ullsköldlöss. Inga underarter finns listade i Catalogue of Life.